# Reddell
Reddell es un lugar designado por el censo ubicado en la parroquia de Evangeline en el estado estadounidense de Luisiana. En el Censo de 2010 tenía una población de 733 habitantes y una densidad poblacional de 74,36 personas por km².

## Geografía
Reddell se encuentra ubicado en las coordenadas 30°40′8″N 92°25′37″O / 30.66889, -92.42694. Según la Oficina del Censo de los Estados Unidos, Reddell tiene una superficie total de 9.86 km², de la cual 9.86 km² corresponden a tierra firme y (0%) 0 km² es agua.

## Demografía
Según el censo de 2010, había 733 personas residiendo en Reddell. La densidad de población era de 74,36 hab./km². De los 733 habitantes, Reddell estaba compuesto por el 75.58% blancos, el 21.56% eran afroamericanos, el 0.55% eran amerindios, el 0.27% eran asiáticos, el 0% eran isleños del Pacífico, el 0.27% eran de otras razas y el 1.77% pertenecían a dos o más razas. Del total de la población el 0.55% eran hispanos o latinos de cualquier raza.